# Levate (encyklika)

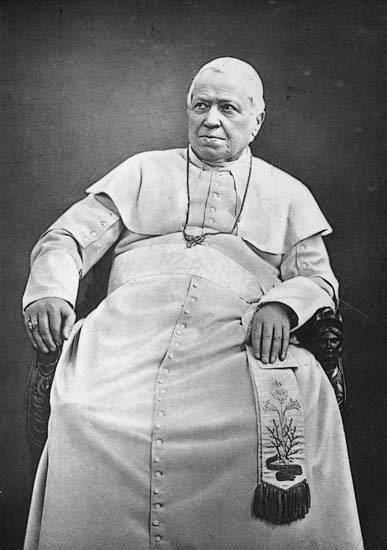
Papież Pius IX

Levate (z łac. Podnieście oczy) – encyklika papieża Piusa IX wydana 27 października 1867 o podtytule O cierpieniu Kościoła.
Papież w tej encyklice potępił prześladowania Kościoła we Włoszech oraz w Rosji, w szczególności na ziemiach polskich.

## Tło powstania

### Włochy
W 1859 rozpoczęło się zjednoczenie Włoch, a rok później Państwo Kościelne utraciło pierwsze tereny. 15 września 1864 Królestwo Włoch i Cesarstwo Francuskie podpisały konwencję wrześniową, w której rząd włoski zobowiązał się, że nie zajmie Rzymu i jego okolic, które znajdowały się pod władzą papieską oraz nie będzie dążył do ustanawiania Rzymu stolicą Włoch. Jednak w październiku 1867 rząd włoski złamał konwencję przeprowadzając pod dowództwem Giuseppe Garibaldiego inwazję na Państwo Kościelne, powstrzymaną przez francuskich żołnierzy pod Mentaną.

### Polska i Rosja
Po upadku w 1864 powstania styczniowego władze rosyjskie nasiliły represje wobec Kościoła katolickiego. Duchowni i wierni świeccy byli aresztowani, a biskupi usuwani ze swoich diecezji. W odpowiedzi na prześladowania w 1866 Stolica Apostolska zerwała stosunki dyplomatyczne z Rosją.
Szczególnie prześladowany był Kościół unicki, którego wiernych władze carskie uważały za prawosławnych. W 1867 istniała już tylko jedna diecezja unicka - chełmska. Władze rosyjskie mianowały jej administratorem ks. Józefa Wójcickiego, który dążył do likwidacji diecezji.

## Treść

### Włochy
Pius IX stwierdza, że we Włoszech tryumfuje bezbożność, a przykazania Boże i prawa Kościoła są pogardzane. Odpowiedzialne za to są osoby sprawujące władze w Zjednoczonym Królestwo Włoch i rebelianci, którzy walczą pod sztandarem szatana. Papież ogłasza, że modli o się o ich nawrócenie.
Papież informuje, że wojska włoskie pragną zając Rzym, a armia papieska, która bohatersko broni Stolicy Piotrowej, jest mniej liczna niż siły włoskie. Wyraża również zatroskanie o swoich poddanych.

### Polska i Rosja
Pius IX wymienia prześladowania, które spotykają biskupów, duchownych i wiernych świeckich w Imperium Rosyjskim. Wymienia również dekrety carskie likwidujące diecezje janowską i kamieniecką. Papież stwierdza, że rząd rosyjski utrudnia mu również komunikację z Kościołem w Polsce.
Papież wymienia również carski dekret o powołaniu Kolegium Rzymskokatolickiego w Petersburgu, które ma rozstrzygać o zasadności przesłania do Rzymu wszystkich próśb dotyczących kwestii wiary i sumienia, które duchowieństwo i wierni wysyłają do Stolicy Apostolskiej, a odpowiedzi na nie ma przed ogłoszeniem konsultować z ministrem spraw wewnętrznych. Po opisie dekretu Pius IX potępia Kolegium.
Pius IX przypomina o likwidacji Warszawskiej Akademii Duchownej oraz opłakanym stanie unickiej diecezji chełmskiej zarządzanej przez ks. Józefa Wójcickiego, którego wiara jest podejrzana.

### Zakończenie
Papież wzywa do modlitw za Kościół, szczególnie w wymienionych krajach. Rozporządza, aby w ciągu sześciu miesięcy w Europie i roku w diecezjach zamorskich odbyły się trzydniowe modlitwy publiczne w tych intencjach. Udziela również odpustu zupełnego za pobożne uczestnictwo w tych modlitwach przez trzy dni i odpustu siedmiu lat za uczestnictwo przez jeden dzień.
Pod koniec encykliki Pius IX udziela błogosławieństwa.